# Nicola Peltz
Nicola Pelzt (født 9. januar 1995) er en amerikansk skuespiller, som spiller Katara i spillefilmen Luftens sidste mester, som er baseret på den animerede tv-serie Avatar, The Last Airbender og tv-serien Bates Motel hvori hun spiller Bradley Martin.